# Complexul carstic Ponorâci-Cioclovina
Complexul Carstic Ponorici-Cioclovina este o arie protejată de interes național ce corespunde categoriei a IV-a IUCN (rezervație naturală, tip mixt) situată pe raza Parcului Natural Grădiștea Muncelului-Cioclovina.
Aria naturală cu o suprafață de 1,50 ha, se află pe teritoriul administrativ al satului Cioclovina, comuna Boșorod, în județul Hunedoara. Arealul are o mare valoare paleontologică (Peștera Cioclovina Uscată), speologică (Peștera din Valea Călianului, Cioclovina Uscată, Cioclovina cu Apă) dar și una floristică , faunistică, peisagistică și științifică.
Una dintre cele mai mari comori descoperite în secolul XX în România a fost scoasă la iveală din Peștera Cioclovina.
Un tezaur de podoabe datate în Prima Epocă a Fierului (Hallstatt), depozit care conținea peste 6.000 de obiecte de bronz, chihlimbar, sticlă, faianță a fost găsit de speologul Traian Orghidan.